# Qatar Stars League 2010-2011
La Qatar Stars League 2010-2011 è la 38ª edizione della massima competizione nazionale per club del Qatar, la squadra campione in carica è l'Al-Gharafa.
Alla competizione prendono 12 squadre, tra cui la neo-promossa Lekhwiya Sports Club.

## Classifica
|                  |     | Classifica     | Pt | G  | V  | N | P  | GF | GS | DR  |
| ---------------- | --- | -------------- | -- | -- | -- | - | -- | -- | -- | --- |
| Qatar (bandiera) | 1.  | Lekhwiya       | 46 | 19 | 14 | 4 | 1  | 37 | 12 | +25 |
|                  | 2.  | Al-Gharafa     | 36 | 19 | 10 | 6 | 3  | 31 | 16 | +15 |
|                  | 3.  | Al-Rayyan      | 35 | 19 | 11 | 2 | 6  | 42 | 26 | +16 |
|                  | 4.  | Al-Arabi       | 34 | 19 | 9  | 7 | 3  | 34 | 24 | +10 |
|                  | 5.  | Qatar SC       | 27 | 19 | 8  | 3 | 8  | 27 | 24 | +3  |
|                  | 6.  | Al-Sadd        | 27 | 19 | 6  | 9 | 4  | 25 | 24 | +1  |
|                  | 7.  | Al-Wakrah      | 26 | 19 | 7  | 5 | 7  | 22 | 24 | -2  |
|                  | 8.  | Al-Kharitiyath | 25 | 19 | 7  | 4 | 8  | 25 | 33 | -8  |
|                  | 9.  | Umm-Salal      | 20 | 19 | 5  | 5 | 9  | 23 | 27 | -4  |
|                  | 10. | Al-Khor        | 14 | 19 | 3  | 5 | 11 | 21 | 42 | -21 |
|                  | 11. | Al-Sailiya     | 14 | 19 | 4  | 2 | 13 | 17 | 31 | -14 |
|                  | 12. | Al-Ahli Doha   | 10 | 19 | 2  | 4 | 13 | 21 | 42 | -21 |

## Marcatori
| Gol |  |  | Giocatore           | Squadra        |
| --- |  |  | ------------------- | -------------- |
| 15  |  |  | Younis Mahmoud      | Al-Gharafa     |
| 14  |  |  | Moumouni Dagano     | Al-Sailiya     |
| 14  |  |  | Bakari Koné         | Lekhwiya       |
| 12  |  |  | Sebastián Soria     | Qatar SC       |
| 11  |  |  | Yahia Kébé          | Al-Kharitiyath |
| 11  |  |  | Mohammed Razak      | Lekhwiya       |
| 9   |  |  | Jaralla al-Marri    | Al-Rayyan      |
| 9   |  |  | Anouar Diba         | Al-Wakrah      |
| 8   |  |  | Juninho             | Al-Gharafa     |
| 8   |  |  | Leonardo Pisculichi | Al-Arabi       |
| 8   |  |  | Ali Afif            | Al-Sadd        |
| 7   |  |  | Cabore              | Al-Arabi       |